# Sint-Gustaafsmolen
De Sint-Gustaafsmolen is een windmolenrestant in de tot de West-Vlaamse gemeente Veurne behorende plaats De Moeren.
Deze ronde stenen molen van het type grondzeiler fungeerde als poldermolen.

## Geschiedenis
De molen werd gebouwd tussen 1814 en 1820 en kreeg de naam: De Leie. De molen sloeg het water van De Moeren uit met behulp van een vijzel.
Tijdens de Eerste Wereldoorlog werkte de molen nog, daarna werd hij verwaarloosd. In 1923 verloor hij een roede, en in 1927 waaide ook de andere roede, samen met de kap, er af. De molen werd vervolgens ontmanteld en er werd een puntvormige kap op geplaatst. De molenas werd in 1935 nog hergebruikt in de nieuwe Lindemolen te Alveringem.
In 1985 kwam de molen in bezit van Willem Vermandere die de romp liet restaureren en er een beeldhouwatelier in vestigde.
- Inventaris van het Bouwkundig Erfgoed (Vlaanderen): 16946